# Университет по библиотекознание и информационни технологии
Университетът по библиотекознание и информационни технологии (УниБИТ) е държавен университет.

## История
Преобразуван е на 29 октомври 2010 г. с решение на Народното събрание. Приемник е на Специализираното висше училище по библиотекознание и информационни технологии (СВУБИТ Архив на оригинала от 2019-04-30 в Wayback Machine.), гласувано от Народното събрание през 2004 г., на Държавния библиотекарски институт (ДБИ), създаден през 1950 г., на Полувисшия институт по библиотечно дело (ПИБД), на Колежа по библиотечно дело (КБД) и на Колежа по библиотекознание и информационни технологии (КБИТ).

## Обучение
УниБИТ обучава по бакалавърски, магистърски и докторски програми за образователните и научни степени, по които има акредитация.
В структурата си има 2 факултета: Факултет по библиотекознание и културно наследство (ФБКН) и Факултет по информационни науки (ФИН).
Адрес на основната сграда: гр. София, п.к. 1784, бул. „Цариградско шосе“ № 119.

## Специалности

### „Бакалавър“ след средно образование
- Библиотекознание и библиография (ББ);
- Библиотечен и информационен мениджмънт (БИМ);
- Печатни комуникации (ПК);
- Информационни фондове на културно-историческото наследство (ИФКИН);
- Архивистика и документалистика (АД);
- Национална сигурност и културно-историческо наследство (НСКИН);
- Информационни ресурси на туризма (ИРТ);
- Комуникации и информиране (КИ);
- Информационни технологии (ИТ);
- Информационно брокерство (ИБ);
- Информационна сигурност (ИС);
- Компютърни науки (КН);
- Информационни технологии в съдебната администрация (ИТСА);
- Национална сигурност (НС);
- Обществени политики и практики (ОПП).

### „Бакалавър“ след „професионален бакалавър“
- Информационни технологии
- Информационно брокерство
- Библиотекознание и библиография (за завършилите УниБИТ преди 1997 г.)

### „Магистър“
- Библиотечно-информационен и културен мениджмънт
- Издателски бизнес и електронни ресурси
- Медийна информация и реклама
- Културно-историческо наследство в съвременната информационна среда
- Защита на културно-историческото наследство в Република България
- Управление на културно-историческото наследство в условията на криза
- Културен туризъм
- Електронен контент: иновации и политики
- Мениджмънт на документи и архиви
- Музеен и арт мениджмънт
- Приложна българистика
- Изследване на науката и технологиите
- Бизнес и административни информационни технологии и комуникации
- Стратегически комуникации и информиране
- Информационни технологии
- Информационни технологии в медийния бизнес
- Техническо предприемачество и иновации в информационните
- Електронен бизнес и електронно управление
- Software Engineering (изискват се добри познания по Английски език)
- Информационни технологии и финансов инженеринг
- Национална сигурност: духовност и лидерство
- Национална сигурност
- Информационна сигурност

## Ръководство
- Ректор: Проф. д.н. Ирена Петева
- Заместник-ректор по качеството на обучение и акредитация: проф. д.н. Иван Гарванов
- Заместник-ректор по учебната дейност: mроф. д.т.н. Атанас Начев
- Заместник-ректор по научната дейност и международното сътрудничество: доц. д-р Тереза Тренчева
- Декан на Факултет по библиотекознание и културно наследство: доц. д-р Христина Богова
- Декан на Факултет по информационни науки: проф. д-р Иван Иванов

## Факултети и катедри

### Факултет по библиотекознание и културно наследство
- Катедра „Библиотечни науки“
- Катедра „Библиотечен мениджмънт и архивистика“
- Катедра „Обществени комуникации“
- Катедра „Култура, историческо наследство и туризъм“

### Факултет по информационни науки
- Катедра „Информационни системи и технологии“
- Катедра „Национална сигурност“
- Катедра „Компютърни науки“

## Прием за ОКС „бакалавър“
В УниБИТ могат да кандидатстват лица, които имат завършено средно образование, даващо им право да продължат обучението си във висше училище. Кандидатстването на лица с българско гражданство за обучение в образователно-квалификационната степен (ОКС) „бакалавър“ се извършва по един от трите начина:
- с оценки от Държавен зрелостен изпит, въведен от учебната 2007/2008 г., съгласно Наредба № 3 (Държ. вестник, бр. 74, 14.09.2007 г.),
- чрез полагане на електронен конкурсен изпит на място в УниБИТ.